# Gary McColgan
Gary McColgan (Scarborough, Ontario, 1966. március 27. –) kanadai profi jégkorongozó.

## Pályafutása
Komolyabb junior karrierjét a Ontario Hockey League-es Oshawa Generalsban kezdte 1983–1984-ben. A következő szezonban 12 mérkőzést játszott a szintén OHL-es Hamilton Steelhawksban, majd visszakerült a Oshawa Generalsba, ahol 1986-ig játszott. Az 1984-es NHL-drafton a Minnesota North Stars választotta ki a hatodik kör 118. helyén. Felnőtt pályafutását az IHL-es Indianapolis Checkersben kezdte 1986-ban. A következő idényben is az IHL-ben játszott a Kalamazoo Wingsben. Végül 1988–1989-ben vonult vissza az ECHL-es Virginia Lancersből.